# Albuliformes
Ordre
Albuliformes est un ordre de poissons téléostéens. dont la position systématique est complexe et qui a fait l'objet de plusieurs propositions contradictoires.

## Systématique

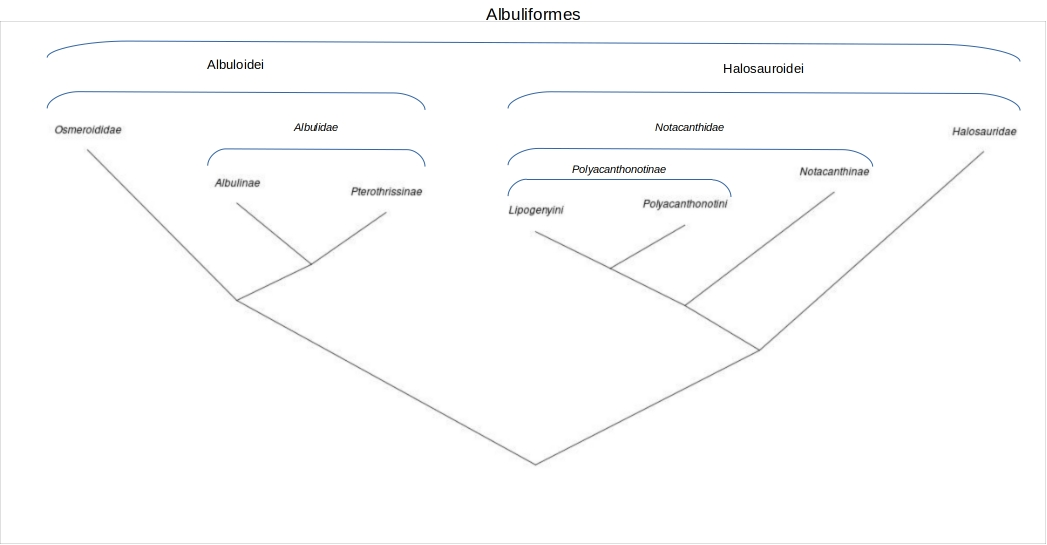
Cladogramme montrant les relations entre les taxons de l'ordre des Albuliformes. D'après Greenwood (1977).

Au sens de Forey et al. (1996), les Albuliformes comprennent deux familles, les Albulidae et les Pterothrissidae. Mais dès la fin des années 70, d'autres classifications étaient proposées correspondent au concept de Nelson, d'un ordre Albuliformes avec deux lignées sœurs constitutives ayant un statut subordonné en tant que sous-ordres : les Albuloidei regroupant les †Osmeroididae et les Albulidae (Albulinae et les Pterothrissinae) et les Halosauroidei, regroupant les Nothacanthidae et les Halosauridae (voir figure). En 2024, c'est ce regroupement des Albulinae et les Pterothrissinae au sein de la famille des Albulidae qui est retenu par les principales références taxinomiques.
Les notacanthoïdes (halosaures et anguilles épineuses) sont un sous-ordre dérivé entre les albuliformes et les anguilliformes, se développant à partir de larves de leptocéphales mais différant anatomiquement et écologiquement des autres membres des albuliformes. La place des Notacanthiformes a aussi été controversée, Forey et al. (1996) les traitant comme un ordre séparé, alors que d'autres auteurs, les placent avec les Albuliformes. Par ailleurs la proximité des Notacanthiformes avec les Anguilliformes est soutenue par de nombreux auteurs qui le placent comme groupe frère des Anguilliformes,. En 2024, c'est cette dernière qui est retenue par la majorité des références taxinomiques avec les Elopiformes, les Albuliformes, les Notacanthiformes, les Anguilliformes et les  Saccopharyngiformes, tous regroupés au sein des Elopomorphes.

## Liste des sous-catégories
Famille, sous-famille et genres selon FishBase et familles et genres selon World Register of Marine Species (30 janvier 2024) :
- Famille Albulidae Bleeker, 1849
  - Sous-famille Albulinae Bleeker, 1849
    - genre Albula Scopoli, 1777

  - Sous-famille Pterothrissinae Gill, 1893
    - genre Pterothrissus Hilgendorf, 1877
    - genre Nemoossis Hidaka, Tsukamoto & Iwatsuki 2016[10]

Comme le suggèrent des études moléculaires récentes, il existe environ 23 espèces d'albuliformes, qui vivent dans les fonds sablonneux des eaux tropicales peu profondes. Historiquement, une seule espèce était reconnue.